# Sutersville
Sutersville és una població dels Estats Units a l'estat de Pennsilvània. Segons el cens del 2000 tenia 636 habitants.

## Demografia
Segons el cens del 2000, Sutersville tenia 636 habitants, 267 habitatges, i 182 famílies. La densitat de població era de 846,8 habitants/km².
Dels 267 habitatges en un 25,8% hi vivien nens de menys de 18 anys, en un 52,8% hi vivien parelles casades, en un 10,5% dones solteres, i en un 31,8% no eren unitats familiars. En el 28,8% dels habitatges hi vivien persones soles el 16,9% de les quals corresponia a persones de 65 anys o més que vivien soles. El nombre mitjà de persones vivint en cada habitatge era de 2,38 i el nombre mitjà de persones que vivien en cada família era de 2,92.
Per edats la població es repartia de la següent manera: un 19,8% tenia menys de 18 anys, un 5,7% entre 18 i 24, un 28,8% entre 25 i 44, un 22,6% de 45 a 60 i un 23,1% 65 anys o més.
L'edat mediana era de 41 anys. Per cada 100 dones de 18 o més anys hi havia 86,8 homes.
La renda mediana per habitatge era de 30.066$ i la renda mediana per família de 33.750$. Els homes tenien una renda mediana de 31.000$ mentre que les dones 21.125$. La renda per capita de la població era de 13.853$. Entorn del 9% de les famílies i el 10,5% de la població estaven per davall del llindar de pobresa.

## Poblacions més properes
El següent diagrama mostra les poblacions més properes.